# Type Shit
"Type Shit" es una canción del rapero estadounidense Future, el productor discográfico estadounidense Metro Boomin y los raperos estadounidenses Travis Scott y Playboi Carti. Fue lanzada como sencillo el 22 de marzo de 2024 bajo Freebandz (bajo el nombre comercial Wilburn Holding Co.), Boominati Worldwide, Epic Records y Republic para el álbum de estudio colaborativo de Future y Metro, We Don't Trust You.  Producida por el propio Metro, los cuatro artistas escribieron la canción junto con el productor adicional D. Rich.

## Antecedentes y composición
El 3 de enero de 2024, Metro Boomin publicó en Twitter una foto de él mezclando lo que significaba un futuro sencillo. El 13 de marzo, Carti publicaría un fragmento de la canción en su historia de Instagram, etiquetando a Future, Metro y Travis.  Poco después, Metro lo confirmó la colaboración tras tuitear el nombre de la canción con el hashtag del nombre del álbum. Más tarde esa semana, el 18 de marzo, Future y Metro encabezaron el festival de música Rolling Loud en California, donde, junto a Travis y Carti, interpretaron la canción. 

## Recepción crítica
Michael Saponara de Billboard clasificó el sencillo como la cuarta mejor canción del nuevo disco. Saponara escribió que a pesar de que Future marca el tono de la canción, Travis es el que se lleva todos los reflectores. Señala que Travis "despierta los cinco sentidos" y atribuye el cambio en la estética de la canción a su voz "ahumada".
Robin Murray para Clash, afirmó que la canción es "incómoda" y que sonaba "más un canto sobre un ritmo que una canción en sí".  Scott Glasher de HipHopDX escribió que es "un verdadero junte de los Vengadores del rap moderno", y que las voces distorsionadas de Travis y Carti pueden describirse como "campanas de iglesia medievales" muy característicos de la caja de ritmos Roland TR-808. 

## Certificaciones
| País          | Organismo certificador | Certificación | Ventas certificadas | Ref.   |
| ------------- | ---------------------- | ------------- | ------------------- | ------ |
| Australia     | ARIA                   | Oro           | 35 000              | [ 10 ] |
| Austria       | IFPI Austria           | Oro           | 15 000              | [ 11 ] |
| Canadá        | Music Canada           | 2× Platino    | 160 000             | [ 12 ] |
| Nueva Zelanda | RMNZ                   | Oro           | 15 000              | [ 13 ] |
| Polonia       | ZPAV                   | Platino       | 50 000              | [ 14 ] |
| Reino Unido   | BPI                    | Plata         | 200 000             | [ 15 ] |
| Suiza         | IFPI Suiza             | Oro           | 15 000              | [ 16 ] |
| Streaming     |                        |               |                     |        |
| Grecia        | IFPI Grecia            | Oro           | 1 000 000           | [ 17 ] |